# 정광보
정광보(鄭光輔, 1457년 ~ 1524년 3월 9일)는 조선전기, 중기의 문신으로 본관은 동래, 자는 운지(雲之), 운지(運之)이다. 과거에 급제하지 못하고 음서로 관직에 나갔지만 공과를 지속적으로 쌓아 품계가 통정대부(通政大夫)에 이르렀다. 사후 이조판서에 증직되었다.
와서별제를 시작으로 주부, 사헌부감찰, 장원서 등을 역임하고 지방관으로는 연산현감을 시작으로 평양부판관, 정선군수, 금산군수, 순창군수, 초계군수와 창원도호부사, 연안부사 등을 역임하였다. 다시 창원도호부사가 되었다가 병으로 사직하고 의령 도굴산에 은거하였다. 판서를 지낸 정난종(鄭蘭宗)의 아들이고, 영의정 정광필의 친형이다. 정사룡의 아버지이다.

## 생애
할아버지는 진주목사(晉州牧使)를 지낸 정사(鄭賜)이고, 아버지는 이조 호조판서를 지낸 익혜공 정난종(鄭蘭宗)이다. 아버지 정난종은 네 번 과거에 급제하였으며 좌리공신에 책록되었다. 중종 때의 의정부 영의정 정광필의 형이고, 정사룡의 아버지이다. 그의 집안은 훈구파였지만 동생 정광필은 사림파에 호의적이었으며, 아들 정사룡은 명종, 선조 때의 문인으로, 김종직의 재전제자인 용재이행(李荇)의 문인이 되었다.
진사시에 입격하고, 이후 문과에도 여러 차례 응시하였으나 낙방하여 뜻을 이루지 못하였다.
음보로 관직에 나가 와서별제(瓦署別提)를 시작으로 사재감주부, 종부시주부, 군자감주부(軍資監主簿)를 거쳐 사헌부감찰(司憲府監察)에 두번 임명되었고, 장원서장원(掌苑署掌苑)과 장원서별제, 평시서령(平巿署令), 장예원사의, 종친부전부를 거쳐 장악원첨정(掌樂院僉正), 예빈시첨정, 제용감첨정을 거쳐 통례원봉례(通禮院奉禮) 등을 역임하고 사헌부장령에 이르렀다.
.
지방관으로는 연산현감, 평양부판관, 정선군수, 풍기군수, 금산군수, 순창군수, 초계군수, 창원도호부사, 연안부사(延安府使)를 지냈다. 연산군 때 직간을 하다가 길주군으로 유배되었으며, 중종반정 후 풀려나 다시 창원도호부사(行昌原都護府使) 겸 김해진관병마첨절제사(金海鎭管兵馬僉節制使)가 되었다. 이후 창원도호부사를 끝으로 질병으로 사퇴하고 의령군 도굴산 근처에 내려가 은거하다가 1524년 3월 9일 사망하였다. 사후 증직으로 증 이조판서(贈吏曹判書)에 추증되었다.

### 사후
이후 그의 둘째 아들 정사룡이 일품 반열에 올랐으므로 이조판서 이상의 증직이 추서되었을 것으로 추정되나 그 이상의 증직은 실전되어 전하지 않는다.
사후 경기도 광주군 성달리(廣州郡 省達里) 선영에 매장되었다가 다시 경기도 화성군 반월면 속달리(현, 경기도 군포시 속달동 산3-1) 수리산 선영 내 아버지 정난종의 묘소 뒷편 자좌(子坐) 언덕에 쌍분(雙墳)으로 조성되었다. 비석은 1525년(중종 2) 8월 좌찬성 용재 이행(李荇)이 글을 짓고 형조참판 성세창(成世昌)이 글씨를 썼다. 그의 묘소는 경기도기념물 제115호로 지정되었다.

## 가족 관계
- 할아버지 : 정사(鄭賜)
- 아버지 : 정난종(鄭蘭宗)
- 어머니 : 이지지의 딸
  - 동생 : 정광필(鄭光弼)
- 부인 : 전의이씨(全義李氏, ? ~ 1499년), 대호군 이삼격(李三格)의 딸
  - 아들 : 정한용(鄭漢龍)
    - 손자 : 정순우(鄭純祐，1509 ~ 1556)
    - 손자 : 정순지(鄭純祉)
    - 손자 : 정순복(鄭純福)
      - 증손자 : 정상신(鄭象信)
        - 고손자 : 정기원(鄭期遠) (임진왜란 선무공신)

    - 손자 : 정순호(鄭純祜)

  - 아들 : 정사룡(鄭士龍)
    - 손자 : 정순경(鄭純褧)

  - 며느리 : 부장 성렬(成烈)의 딸
  - 아들 : 정원용(鄭元龍)
  - 며느리 : 호군 박진(朴軫)의 딸
  - 아들 : 정언용(鄭彦龍)
    - 손자 : 정순하

  - 사위 : 이희업(李煕業)
  - 사위 : 박종상(朴從庠)
  - 사위 : 이윤우(李允耦)
  - 사위 : 이응(李膺)

## 같이 보기
- 정광필
- 정사룡
- 정난종
- 정기원